# Lust for Life (album)
Lust for Life este cel de-al cincilea album de studio al interpretei americane Lana Del Rey, publicat la data de 21 iulie 2017. Discul single principal, intitulat „Love” a fost lansat în întreaga lume la data de 18 februarie 2017, iar titlul albumului a fost anunțat la data de 29 martie 2017 prin intermediul unui trailer publicat pe canalul oficial de Vevo de pe YouTube al artistei. Piesa de același nume, în colaborare cu cântărețul canadian The Weeknd, a fost publicată la data de 19 aprilie ca și cel de-al doilea extras pe single. Albumul prezintă colaborări din partea artiștilor A$AP Rocky, Stevie Nicks, Sean Lennon, și Playboi Carti.

## General
Artista a discutat mai întâi despre albumul care va urma după Honeymoon în timpul unui interviu acordat revistei americane NME în decembrie 2015. Când a fost întrebată ce are de gând să facă cu acest material discografic și când va fi publicat, artista a răspuns: „Am gânduri premature în legătura cu ceea ce mi-ar plăcea să fac cu acest material. Casa mea discografică, Interscope, este destul de flexibilă și deschisă cu materialele mele discografice care pot ieși în orice moment, așa că nu am acea presiune. Sunt fericită că pot continua să fac muzică la care pot sta în urmă. Este suficient pentru mine. În februarie 2016, în timpul pregătirilor pentru gala Grammy a lui Clive Davis, artista a declarat pentru Billboard că următorul său material va fi o direcție diferită fața de materialul precedent, Honeymoon, păstrând în același timp aceeași estetică.
Titlul oficial al albumului a fost anunțat la data de 29 martie 2017, când artista a lansat un trailer pentru album, iar coperta albumului a fost publicată de către artistă pe rețelele sale de socializare la data de 11 aprilie. Într-un interviu acordat lui Courtney Love pentru revista Dazed, artista a confirmat o colaborare cu cântărețul canadian The Weeknd intitulată „Lust for Life” și o colaborare cu Sean Lennon intitulată „Tomorrow Never Came”. A susținut că a colaborat cu Max Martin pentru piesa de titlu și a fost inspirată de The Shangri-Las pentru sunetul piesei. O colaborare cu Stevie Nicks intitulată „Beautiful People, Beautiful Problems” a fost de asemenea confirmată ca fiind inclusă pe album.

## Promovare
În luna ianuarie al anului 2017, discul single principal al albumului, „Love”, a fost înregistrat online pe site-ul Harry Fox Agency sub titlul alternativ, „Young in Love”. Fanii au început să speculeze că piesa va fi prezentată în noul album, iar la data de 17 februarie 2017, afișe promoționale pentru videoclipul piesei „Love” regizat de către Rich Lee, au fost expuse pe ecranele din Los Angeles. Mai târziu în acea zi, piesa a fost divulgată online, forțând artista să lanseze piesa în mod oficial mai devreme decât se aștepta. Cântecul a fost lansat oficial în întreaga lume la data de 18 februarie, iar videoclipul a fost lansat la data de 20 februarie. „Love” a debutat pe locul 44 în clasamentul Billboard Hot 100 și pe locul doi în clasamentul Hot Rock Songs. La data de 19 aprilie, cel de-al doilea extras pe single, „Lust for Life”, în colaborare cu The Weeknd, a avut premieră pe postul BBC Radio 1. La data de 15 mai, artista a lansat „Coachella – Woodstock in My Mind” ca și primul cântec promoțional de pe album. La data de 12 iulie, au fost publicate două cântece, „Summer Bummer” ca și cel de-al treilea extras pe single, iar „Groupie Love” ca și cel de-al doilea cântec promoțional al albumului. La data de 18 iulie, artista a anunțat prin intermediul rețelelor sociale că va susține un concert exclusiv la Brixton Academy în Londra la data de 24 iulie în promovarea albumului.

## Ordinea pieselor pe disc
| Nr. | Titlu                                                                 | Textier(i) | Durată | Note |
| --- | --------------------------------------------------------------------- | --- | ------ | ---- |
| 01. | „Love”                                                                | Lana Del Rey, Rick Nowels, Benjamin Levin, Emile Haynie                                                              | 4:32   | [A]  |
| 02. | „Lust for Life” (în colaborare cu The Weeknd)                         | Lana Del Rey, Rick Nowels, Abel Tesfaye, Max Martin                                                                  | 4:24   | [A]  |
| 03. | „13 Beaches”                                                          | Lana Del Rey, Rick Nowels                                                                                            | 4:55   | —    |
| 04. | „Cherry”                                                              | Lana Del Rey, Tim Larcombe                                                                                           | 3ː00   | —    |
| 05. | „White Mustang”                                                       | Lana Del Rey, Rick Nowels                                                                                            | 2:44   | —    |
| 06. | „Summer Bummer” (în colaborare cu ASAP Rocky și Playboi Carti)        | Lana Del Rey, Matthew Samuels, Rakim Mayers, Jordan Carter, Tyler Williams, Jahaan Sweet, Andrew Joseph Gradwohl Jr. | 4:20   | [A]  |
| 07. | „Groupie Love” (în colaborare cu ASAP Rocky)                          | Lana Del Rey, Rick Nowels, Rakim Mayers                                                                              | 4:24   | [B]  |
| 08. | „In My Feelings”                                                      | Lana Del Rey, Rick Nowels                                                                                            | 3:38   | —    |
| 09. | „Coachella – Woodstock in My Mind”                                    | Lana Del Rey, Rick Nowels                                                                                            | 4:18   | [B]  |
| 10. | „God Bless America – and All the Beautiful Women in It”               | Lana Del Rey, Rick Nowels                                                                                            | 4:36   | —    |
| 11. | „When the World Was at War We Kept Dancing”                           | Lana Del Rey, Rick Nowels, Dean Reid                                                                                 | 4:35   | —    |
| 12. | „Beautiful People Beautiful Problems” (în colaborare cu Stevie Nicks) | Lana Del Rey, Rick Nowels, Justin Parker, Stevie Nicks                                                               | 4:13   | —    |
| 13. | „Tomorrow Never Came” (în colaborare cu Sean Ono Lennon)              | Lana Del Rey, Sean Ono Lennon, Rick Nowels                                                                           | 5:07   | —    |
| 14. | „Heroin”                                                              | Lana Del Rey, Rick Nowels                                                                                            | 5:55   | —    |
| 15. | „Change”                                                              | Lana Del Rey, Rick Nowels                                                                                            | 5:21   | —    |
| 16. | „Get Free”                                                            | Lana Del Rey, Rick Nowels, Kieron Menzies                                                                            | 5:34   | —    |

Note
- A ^ Extras pe disc single.
- B ^ Cântecul a fost lansat ca și un cântec promoțional.